# Prva županijska nogometna liga
Prva županijska nogometna liga (1. ŽNL) predstavlja peti – sedmi razred nogometnih liga u Hrvatskoj.
Pobjednici 1. ŽNL u pravilu popunjavaju 3. NL, ovisno o uvjetima i financijskoj moći.
Do sezone 2006./07. prve županijske nogometne lige su predstavljale četvrti razred nogometnih liga u Hrvatskoj, da bi stvaranjem 4. HNL i međužupanijskih liga pojedine ŽNL postale peti razred nogometnih liga u Hrvatskoj.

## Popis liga
- Bjelovarsko-bilogorska
- Brodsko-posavska
- Dubrovačko-neretvanska
- Istarska
- Karlovačka
- Koprivničko-križevačka
- Krapinsko-zagorska
- Ličko-senjska
- Međimurska
- Osječko-baranjska
- Požeško-slavonska
- Primorsko-goranska
- Šibensko-kninska
- Sisačko-moslavačka
- Splitsko-dalmatinska
- Varaždinska
- Virovitičko-podravska
- Vukovarsko-srijemska
- Zadarska
- Zagrebačka liga
- Zagrebačka županijska liga